# Homeruskwartier (Almere)
Het Homeruskwartier is een wijk in de Nederlandse stad Almere. 

## Beschrijving
De wijk is gelegen in het stadsdeel Almere Poort. De wijk is vernoemd naar de Griekse dichter Homerus die ca. 800 v.Chr. leefde. De straten in het Homeruskwartier zijn vernoemd naar naar goden en wezens uit diverse mythologieën. Aan de noordzijde ligt het Homeruspark een aan de zuidzijde grenst de wijk aan het Cascadepark.
Op 1 januari 2023 telde de wijk 7.895 inwoners, verdeeld over 3.066 woningen, op een oppervlakte van 0,86 km². 
Ongeveer de helft van de 3.000 woningen van de nieuwbouwwijk bestaat uit zelf ontworpen/gebouwde huizen in het kader van particulier opdrachtgeverschap. 

## Openbaar vervoer
Homeruskwartier wordt doorsneden door een busbaan en heeft daaraan drie bushaltes waar de volgende buslijnen stoppen:
- Homeruskwartier Oost  M4   N22
- Homeruskwartier Midden  M4   N22
- Homeruskwartier West  M4   N22

### Metrobus
| Lijn | Lijn       | Route                           | Via | Opmerkingen |
| ---- | ---------- | ------------------------------- | --- | ----------- |
| M4   | Poortmetro | Station Centrum - Station Poort | Stedenwijk, Componistenpad, Station Muziekwijk, Literatuurwijk, Hogekant, Homeruskwartier, Columbuskwartier, Europakwartier |             |

### nightGo
| Lijn | Route                                           | Via | Opmerkingen                    |
| ---- | ----------------------------------------------- | --- | ------------------------------ |
| N22  | Almere, Station Buiten - Amsterdam, Leidseplein | Almere Buiten (Bloemenbuurt, Faunabuurt, Landgoederenbuurt), Almere Stad (Tussen de Vaarten, Sallandsekant, Danswijk, Parkwijk, Station Parkwijk, Parkwijk, Filmwijk, Flevoziekenhuis, Station Centrum, Staatsliedenwijk, Kruidenwijk, Muziekwijk, Station Muziekwijk, Componistenpad, Station Muziekwijk, Literatuurwijk, Hogekant), Almere Poort (Middenkant, Homeruskwartier, Columbuskwartier, Europakwartier, Station Poort), Muiden (P+R), Amsterdam (Brinklaan, Middenweg, Amstelstation) | Rijdt alleen op zaterdagnacht. |